# Magasház
Magasház fue un edificio de gran altura de 84 metros con 25 pisos en Pécs, Hungría. El Magasház fue construido entre 1974 y 1976 como un edificio residencial. Cuando estaba habitado, tenía 800 residencias. En 1989, sin embargo, se determinó que la estructura interna del edificio se estaba deteriorando haciéndolo peligroso. El edificio fue evacuado y permanece deshabitado en la actualidad. Ha habido muchos planes para renovar y utilizar el edificio para diversos fines, pero ninguno de ellos nunca fue concretado. Para el año 2003 el edificio había caído en un estado crítico, por lo que fue reforzado, pero se mantuvo fuera de uso; está programado para ser demolido en 2014.